# Організація Об'єднаних Націй з промислового розвитку

Прапор ЮНІДО.

Організація Об'єднаних Націй з промислового розвитку (ЮНІДО) (англ. UNIDO - United Nations Industrial Development Organization) — спеціалізована установа ООН, завданням якої є заохочення та прискорення всеохоплюючого та сталого промислового розвитку у державах-членах.
Як спеціалізована установа, ЮНІДО має окремі від ООН та інших спеціалізованих установ керівні органи, Статут та бюджет. До складу ЮНІДО станом на 2019 рік входило 170 держав. Україна є членом цієї організації з 1985 р. Головний орган ЮНІДО — Генеральна конференція. Місцезнаходження керівництва — Відень. Постійні представництва ЮНІДО є у понад 60 країнах.

## Історія
Створена у 1966 згідно з резолюцією 2152 (ХХІ) ГА ООН як автономна організація в рамках ООН та перетворена в спеціалізовану установу ООН у 1985 році.

## Діяльність
Програмна діяльність організації здійснюється за чотирма стратегічними пріоритетами:
- Створення спільного процвітання;
- Розвиток конкурентоспроможності економік;
- Захист навколишнього середовища;
- Посилення компетентностей та інституцій.

За кожним з цих пріоритетів здійснюється низка окремих програм у рамках чотирьох функцій організації:
- технічного співробітництва;
- аналітичної та дослідницької функції та послуг з надання рекомендацій у сфері промислової політики;
- функції нормативної діяльності та стандартизації, а також діяльності у сфері оцінки якості;
- зустрічей та співпраці для обміну знаннями, налагодження зв'язків та промислового співробітництва.

Оперативна діяльність ЮНІДО полягає:
- в наданні технічної допомоги країнам, що розвиваються у здійсненні конкретних проектів;
- в розробці регіональних довгострокових стратегій розвитку.

Мандат ЮНІДО повністю визнається в Ціллю Сталого Розвитку-9, яка закликає «будувати стійку інфраструктуру, сприяти інклюзивній та сталій індустріалізації та сприяти інноваціям».
Допоміжна діяльність ЮНІДО включає збір, узагальнення, публікацію інформації, проведення досліджень, організацію конференцій з питань промислового розвитку.
ЮНІДО має «Банк промислової та технологічної інформації» — комп'ютерний банк даних ЮНІДО (ООН), який акумулює промислову і технологічну інформацію по проектах і технологіях, надає необхідну країнам інформацію на їхній запит. Створений у 1980 році.

## Структура
Керівні органи ЮНІДО:
- Генеральна конференція, яка визначає керівні принципи, затверджує бюджет, приймає конвенції та угоди; збирається 1 раз на 2 роки;
- Рада з промислового розвитку (53 члени) збирається раз на рік.;
- Комітет з програмних та бюджетних питань (27 членів); збирається раз на рік.

Штаб-квартира ЮНІДО розташована у Відні. Головною адміністративною посадовою особою Організації є Генеральний директор, який обирається Генеральною конференцією за рекомендацією Ради з промислового розвитку та очолює Секретаріат цієї організації. З грудня 2021 року цю посаду обіймає Герд Мюллер (ФРН).
Адміністративна й дослідницька діяльність ЮНІДО фінансується коштом регулярного бюджету Організації, що складається з обов'язкових внесків країн-членів, а оперативна діяльність, зокрема надання технічної допомоги, — коштом оперативного бюджету Організації, що складається з добровільних внесків, в тому числі до Фонду промислового розвитку ЮНІДО.

## Співробітництво з Україною
Україна є членом ЮНІДО з дня її заснування. 8 грудня 1995 р. було укладено Угоду про співробітництво в сфері промислового розвитку між Урядом України та ЮНІДО. Україна бере активну участь у засіданнях керівних органів ЮНІДО, а також міжнародних заходах, які проводяться під егідою Організації.
З 1999 року в Україні працює Координатор ЮНІДО. За сприяння ЮНІДО в Україні було реалізовано низку проєктів у сфері промислового розвитку, сталого управління водними ресурсами, поводження з відходами, екологічного оздоровлення промислово забруднених територій та інші проєкти.
В 2024 році, Україна та Організація Об'єднаних Націй з промислового розвитку (ЮНІДО) розпочали реалізацію Програми зеленого відновлення промисловості України на 2024-2028 роки. Урочиста церемонія підписання Програми відбулася у Відні 28 червня 2024 року. Програма визначає стратегічне бачення трансформаційного та стійкого відновлення промисловості України, керуючись Порядком денним у сфері сталого розвитку до 2030 року, ухваленого Генасамблеєю ООН 25 вересня 2015 року, зокрема Ціллю сталого розвитку 9 «Промисловість, інновації та інфраструктура». Крім того, програма узгоджена з пріоритетами Уряду України щодо раннього відновлення, баченням реформування політики та національними галузевими стратегіями.
Станом на 2025 рік, ЮНІДО імлементує в Україні 13 проєктів та програм із загальним річним бюджетом у понад 20 мільйонів доларів США, зокрема:
- Впровадження стандарту систем енергоменеджменту в промисловості України[14];
- Глобальна програма екоіндустріальних парків (GEIPP) в Україні[15];
- Глобальна програма якості та стандартів (GQSP) в Україні[16];
- Посилення стійкості та конкурентоспроможності інфраструктури якості України[17];
- Зелене відновлення промисловості через розвиток на основі муніципалітетів в Україні[18];
- Розширення економічних можливостей молоді та жінок для інклюзивного та сталого відновлення в Україні[19];
- Проєкт[20] із зеленого відновлення промисловості України шляхом передачі технологій та створення нових підприємств спільно з приватними компаніями Японії[21];
- Глобальна інноваційна програма екологічно чистих технологій для малих та середніх підприємств України[22];
- Підвищення енергоефективності та стимулювання використання відновлюваної енергії в агро-харчових та інших малих та середніх підприємствах (МСП) України[23].